# Luisa María Calderón

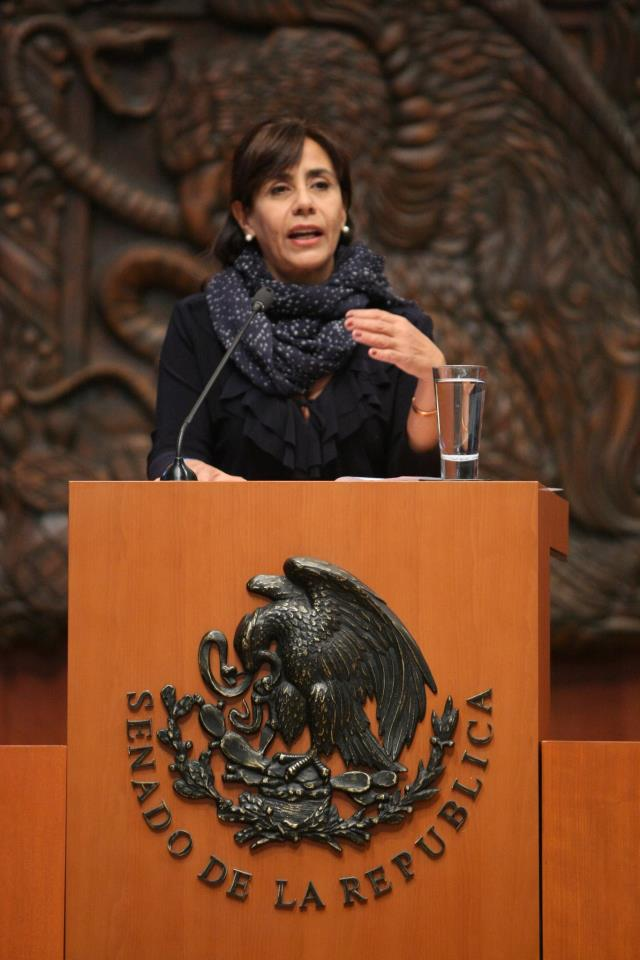
Luisa María Calderón in 2013

Luisa María de Guadalupe Calderón Hinojosa (Mexico-Stad, 23 oktober 1965) is een Mexicaans politica van de Nationale Actiepartij (PAN).
Calderón is de dochter van de politicus Luis Calderón en de zuster van Felipe Calderón, president van Mexico van 2006 tot 2012. Op 11-jarige leeftijd sloot ze zich aan bij de PAN. Calderón studeerde psychologie aan het Instituut voor Technologie en Hogere Studies van het Westen in Tlaquepaque en de Ibero-Amerikaanse Universiteit. Calderón diende van 1983 tot 1986 als afgevaardigde in het Congres van Michoacán en werd in 1988 in de Kamer van Afgevaardigden gekozen. Van 2000 tot 2006 was ze senator.
Calderón deed in 2011 een gooi naar het gouverneurschap van haar thuisstaat Michoacán doch werd verslagen door Fausto Vallejo.